# Aztlán de las Garzas
Aztlán de las Garzas es una localidad del municipio de Santiago Ixcuintla, Nayarit.
Está localizada a una altitud de 10 m s. n. m.

## Demografía
Su población es de 378 habitantes, según el censo de 2000. En 2010 subió a 430.
Su actividad es primaria: agricultura, incluye siembra de frijol, sandía y sorgo. Aparte de ganadería y pesca.